# Proteïnes UCS

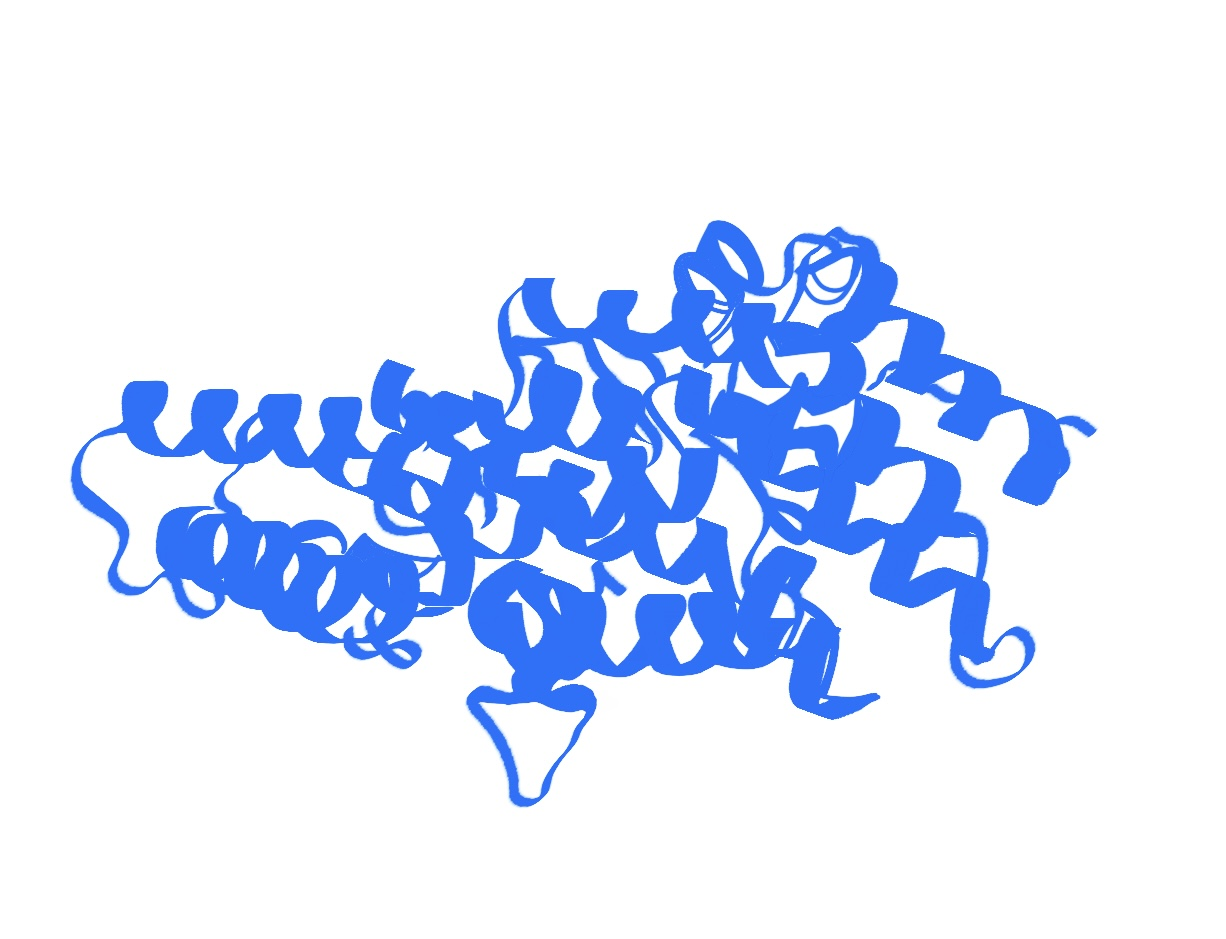
Estructura d'una proteïna UNC-45, del domini proteic UCS.

Les proteïnes UCS formen part de la família de les xaperones, unes proteïnes encarregades del correcte plegament, de l'estabilitat de l'estructura terciària i del transport d'altres proteïnes. Concretament, les proteïnes UCS constitueixen una família de proteïnes que intervenen en el procés de plegament, assemblatge, diferenciació cel·lular i en el correcte funcionament de la miosina. D'aquesta manera, les proteïnes UCS participen en diversos processos cel·lulars que depenen de la miosina, per exemple, l'organització de les miofibril·les, el funcionament del múscul estriat (sobretot, en la contracció del múscul esquelètic però també en la del múscul cardíac), l'endocitosi o la citoquinesi.
Els motors moleculars de la miosina interactuen amb les proteïnes del domini UCS per tal de plegar correctament els caps de les miosines. D'aquesta manera poden dur a terme les seves funcions motores correctament, les quals depenen directament de l'hidrolització d'ATP i de la interacció amb els filaments d'actina.

## Estructura general
Totes les subclasses de proteïnes UCS es divideixen en dos dominis principals: un domini de coll central combinat i un domini C-terminal. Contenen una seqüència conservada de 400 aminoàcids a prop de l'extrem C-terminal (regió final de la cadena d'aminoàcids, la qual acaba en un grup carboxil: -COOH). Això significa que hi ha una seqüència de 400 aminoàcids en les proteïnes UCS que és igual o similar en diferents espècies, és a dir, que s'ha mantingut constant al llarg de l'evolució. A més, aquestes proteïnes contenen diversos dominis irregulars de tipus armadillo (ARM) (repeticions en tàndem de 42 aminoàcids que mesuren les interaccions entre proteïnes). Les proteïnes UCS presents als animals, també presenten un domini TPR. A part d'aquesta diferència estructural principal entre les proteïnes UCS dels animals i dels fongs, les diferents proteïnes que presenten el domini UCS poden tenir característiques determinades que permeten diferenciar-les entre elles.

## Tipus
Les proteïnes UCS es poden dividir en dos grans grups:

### Proteïnes UNC-45
Són les proteïnes UCS presents a les cèl·lules musculars d'animals. La proteïna UNC-45 més simple és codificada pel gen UNC-45; està formada per una cadena peptídica de 961 aminoàcids. A part del domini UCS, conté una repetició tetratricopeptídica (TPR) en l'extrem N-terminal que consisteix en una seqüència de 34 residus d'aminoàcids organitzats en tàndem d'hèlixs alfa repetides de 3 a 16 vegades. Aquesta proteïna s'acaba plegant formant una estructura de solenoide que permet les interaccions entre proteïnes i la formació de complexos proteics.

Totes les proteïnes UNC-45 presenten una estructura dividida en tres dominis principals: el domini TPR en l'extrem N-terminal, una regió central única de cada proteïna (diferent en les proteïnes UNC-45 trobades en cada espècie) i un domini UCS a la regió C-terminal, el qual esdevé el lloc d’unió amb la miosina.

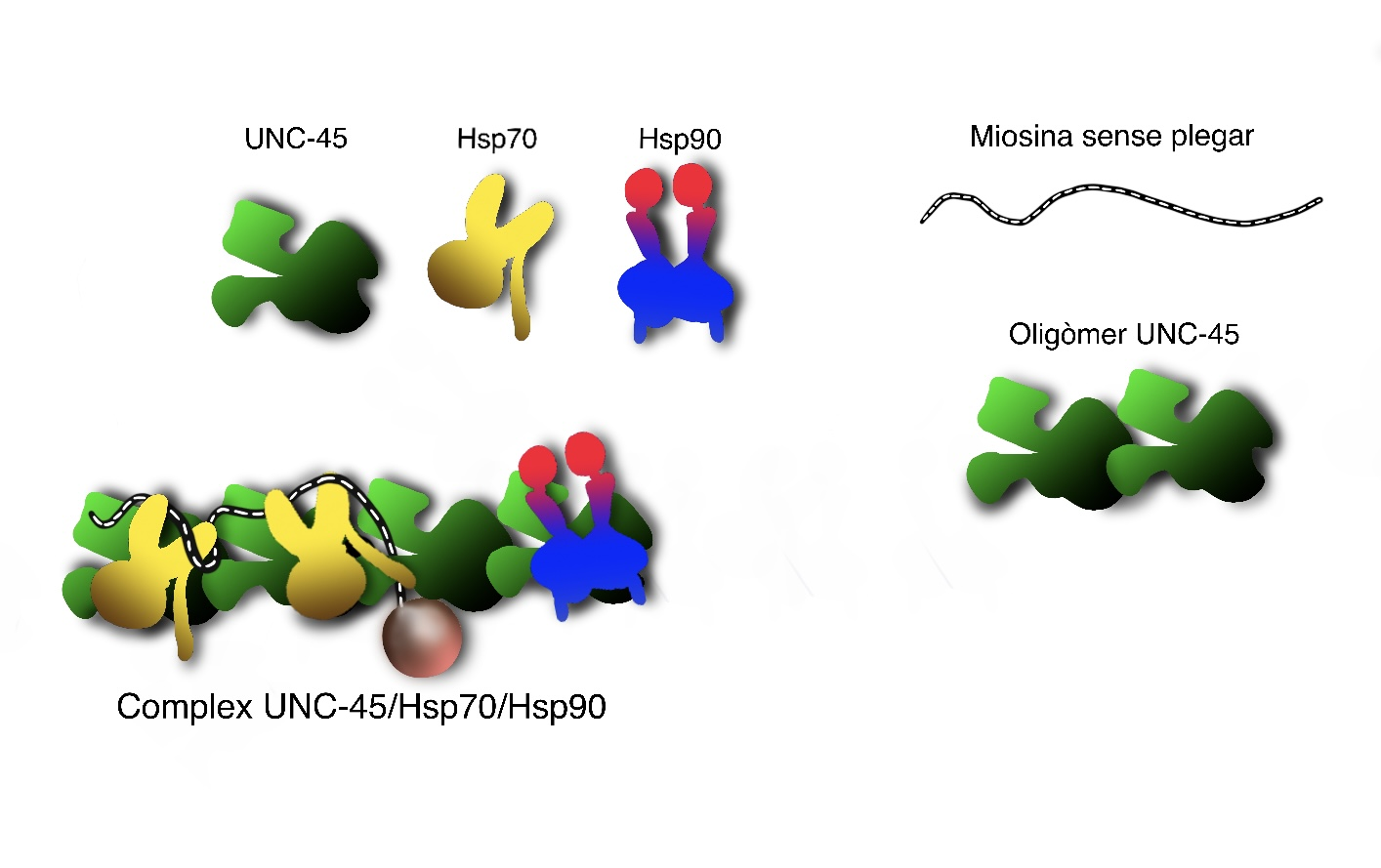
Formació del complex proteic UNC-45/Hsp70/Hsp90 per afavorir el plegament del cap de la miosina.

Formen oligòmers allargats que serveixen com a estructures proteiques de suport. Permeten formar complexos proteics, per exemple, com es mostra en la imatge, reclutant Hsp90 (Heat shock protein 90, una altra xaperona) i/o Hsp70 (Heat shock protein 70, una proteïna de xoc tèrmic que també té certes funcions de xaperona). El complex proteic de xaperones que s'acaba formant (Complex UNC-45/Hsp70/Hsp90), afavoreix l'adequat plegament de la part del cap de la miosina per tal que es puguin formar les miofibril·les. La unió entre la proteïna UNC-45 i la Hsp90 es produeix entre el domini TPR de la primera de l'extrem N-terminal, i el motiu MEEVD (motiu format pels aminoàcids Met-Glu-Glu-Val-Asp), que es troba a l'extrem C-terminal de la proteïna Hsp90. D'altra banda, la unió amb la proteïna Hsp70 es produeix per la part central d'Hsp70 i el domini UCS de la proteïna UNC-45. Aquesta última regió de la proteïna també té una funció de xaperona sobre la miosina S1 i l'enzim citrat sintasa.
Les proteïnes UNC-45 es troben, per exemple, en totes les cèl·lules musculars de l'espècie de nematodes C. elegans. En aquesta espècie hi ha proteïnes UNC-45 amb una massa molecular d'aproximadament 107kDa que estan constituïdes per tres regions TPR, una regió central de 400 residus i un domini UCS (UNC-45/She4p/Cro1) que també conté 400 residus. Es troben associades als filaments de miosina, concretament, s'ha pogut demostrar en experiments recents que aquestes proteïnes UNC-45 interaccionen amb la miosina II dels músculs per tal de controlar l'assemblatge i la contracció dels filaments.
Hi ha certes proteïnes homòlogues de les UNC-45 en animals vertebrats com humans o ratolins, les quals també es troben en les cèl·lules musculars d'aquests organismes i realitzen funcions similars a les trobades en els nematodes. Els nematodes C.elegans només presenten un únic gen que codifica la proteïna UNC-45 mentre que s'han trobat dos gens d'aquest tipus en els humans i els ratolins. EI primer codifica proteïnes UNC-45 presents en tots els òrgans, i l'altre codifica unes proteïnes UNC-45 que es troben, específicament, en el múscul estriat.
La proteïna UNC45-SM és un exemple concret de proteïna UNC-45. Es troba tant en animals vertebrats com en invertebrats, i permet el correcte funcionament de l'aparell contràctil cardíac i dels músculs esquelètics. Les mutacions que es poden produir en alguna d'aquestes proteïnes poden provocar uns filaments més febles, la qual cosa provocarà una formació de miofibril·les desorganitzades i un desenvolupament defectuós del sarcòmer.
D'altra banda, la proteïna UNC45-GC interacciona específicament amb la miosina II no-muscular i facilita les funcions citoesquelètiques en els vertebrats. Les mutacions que es poden produir en aquesta proteïna poden causar una inhibició de la proliferació cel·lular i una reducció de la fusió cel·lular.

### Proteïnes UCS dels fongs
Les proteïnes UCS fúngiques són capaces de dimeritzar-se, és a dir, unir-se per formar un producte de condensació o un polímer per tal de facilitar el plegament de miosines no musculars, alhora que incideixen en el seu moviment al llarg dels filaments d'actina. Estructuralment, la principal diferència amb les proteïnes UNC-45 és que les proteïnes UCS dels fongs no contenen el domini TPR.
Un exemple important de proteïnes UCS fúngiques és la proteïna She4p, la qual es troba en Saccharomyces cerevisiae, que és el tipus de llevat més utilitzat pels humans per la rebosteria, la producció de pa i la fabricació de begudes alcohòliques. La proteïna She4p interacciona amb la miosina (normalment, amb la miosina I i la miosina V) per tal de permetre la translocació específica d’mRNA en aquest llevat. Les mutacions que es poden produir en el domini UCS d'aquesta proteïna poden causar una deslocalització de l’mRNA ASH1, certs defectes en l'endocitosi i poden provocar una desorganització dels filaments i el citoesquelet d'actina.
Un altre exemple de proteïnes UCS fúngiques és la proteïna Rng3p, la qual es troba en l'espècie S.pombe (un tipus de llevat de fissió), i està implicada en el desenvolupament de la citoquinesi, un procés essencial mitjançant el qual es poden formar noves cèl·lules filles a partir de cèl·lules preexistents. Abans que es produeixi la citoquinesi, les cèl·lules de S.pombe formen un anell d'actomiosina que, en contreure's, divideix la cèl·lula en dues cèl·lules filles i la proteïna Rng3p (juntament amb altres més de 20 proteïnes diferents) és essencial per tal que les fibres de miosina i de F-actina (actina polimèrica fibrosa, la qual conforma el citoesquelet i l'aparell contràctil de les cèl·lules musculars) s'uneixin correctament per formar aquest anell. A més, un cop format aquest anell, la presència de la proteïna Rng3p també és molt important per tal de que l'anell no perdi la seva forma ni, per tant, la seva funció. Tanmateix, aquesta proteïna no interactua amb miosines presents en les cèl·lules musculars, sinó que interactua amb la part del cap de la miosina II no-muscular. Les possibles mutacions en aquesta proteïna solen provocar una mala formació de l'anell d'actomiosina i, conseqüentment, que no es pugui produir la citoquinesi correctament.

## Origen de les proteïnes UCS
La funció que realitzen les proteïnes UCS està present en animals i fongs, i aquest fet és un indicador de què la funcionalitat es va desenvolupar abans que el regne Animalia i el Fungi divergissin d'un ancestre comú fa més de mil milions d'anys.

## Mutacions al domini UCS
Els fenotips resultants de les mutacions que es produeixen en els dos tipus de proteïnes UCS (UNC-45 i UCS dels fongs) esdevenen força diferents. No obstant això, totes les mutacions presents en aquestes proteïnes acaben provocant algun tipus d'error en el plegament de la miosina. Aquest fet provoca afeccions relacionades amb la funcionalitat de la miosina o en les estructures que la contenen (sobretot miofibril·les). Algunes conseqüències que es poden produir són la desorganització del citoesquelet d'actina, defectes en l’endocitosi, alteració de l'anell d'actomiosina, fallada de la citoquinesi i desorganització de miofibril·les, entre d'altres. A més, les mutacions que es produeixen en les proteïnes UNC-45 causen en molts casos paràlisi muscular dels animals que la pateixen a causa d'una desorganització de les miofibril·les, ja que aquestes miofibril·les tenen un paper important tant en l'estructura com en la funció dels músculs.